# Nils Nilsson i Skärhus
Nils Nilsson (i riksdagen kallad Nilsson i Skärhus), född 23 mars 1841 i Fränninge församling, Malmöhus län, död 31 juli 1935 i Långaröds församling, Malmöhus län, var en svensk hemmansägare och riksdagsman.
Nilsson var hemmansägare i Skärhus i Malmöhus län. Han var även politiker och ledamot av riksdagens andra kammare 1887–1911, invald i Färs domsagas valkrets. Han var därunder ledamot i statsutskottet 1904 och 1905. Han utsågs till riddare av Kungl. Vasaorden 1903. Nils var barnbarn till riksdagsmannen Nils Månsson i Skumparp.